# Hal Holbrook

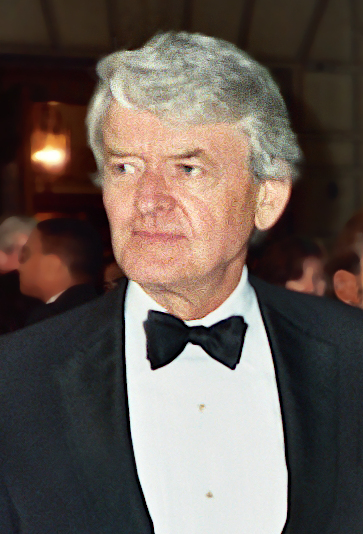
Hal Holbrook (1989)

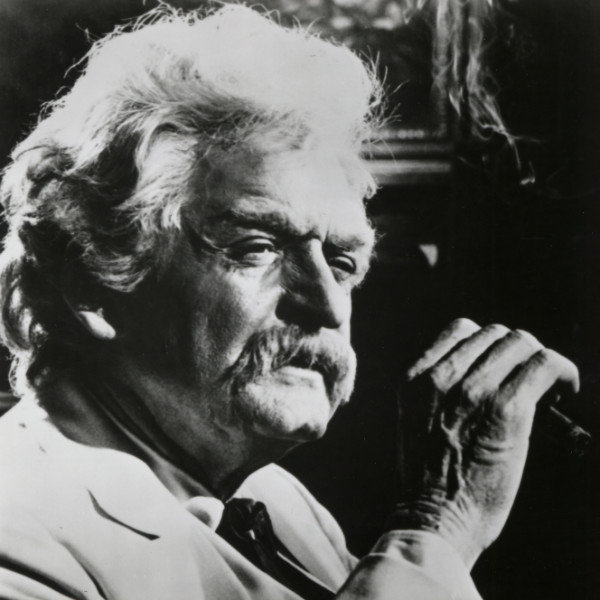
Holbrook als Mark Twain

Harold Rowe „Hal“ Holbrook Jr. (* 17. Februar 1925 in Cleveland, Ohio; † 23. Januar 2021 in Beverly Hills, Kalifornien) war ein US-amerikanischer Schauspieler. Er galt als profilierter Charakterdarsteller in Kino, Fernsehen und Theater, der unter anderem mit fünf Emmy Awards und dem Tony Award ausgezeichnet wurde.

## Leben
Hal Holbrook absolvierte die Denison University in Granville, Ohio, wobei sein Studium ab 1942 von seinem Dienst im Rahmen des Zweiten Weltkrieges unterbrochen wurde. Auf der Universität entwickelte er die Ein-Mann-Show Mark Twain Tonight! über Mark Twain, für die er 1966 mit dem Tony Award für den Besten Hauptdarsteller ausgezeichnet wurde. Er begann diese Rolle mit 29 Jahren zu spielen; als er im Herbst 2017 seinen Rückzug von der Bühnenschauspielerei bekanntgab, war er damit über 2000 Mal aufgetreten. Holbrook, der als Monologist auf kleineren Bühnen aufgetreten war, feierte mit dieser Rolle seinen Durchbruch. Am Broadway war er insbesondere in den 1960er-Jahren präsent; unter anderem spielte er in den Uraufführungen von Arthur Millers Stücken Nach dem Sündenfall und Zwischenfall in Vichy.
Holbrook zählte über Jahrzehnte zu den bekannten amerikanischen Charakterdarstellern und trat in mehreren Filmklassikern in profilierten Nebenrollen auf. Sein Filmdebüt gab er 1966 unter Regie von Sidney Lumet in dem Film Die Clique. 1974 war er als korrupter Vorgesetzter von Clint Eastwood in Calahan zu sehen. Einen seiner wichtigsten Auftritte hatte er 1976 in dem Watergate-Film Die Unbestechlichen als anonymer Informant Deep Throat. Ebenfalls populär wurde seine Darstellung des Geistlichen Father Malone, der im Horrorfilm The Fog – Nebel des Grauens (1980) die düstere Vergangenheit des Ortes Antonio Bay beschwört. Zu seinen weiteren bekannten Filmauftritten zählen das Holocaust-Drama Julia (1977) mit Jane Fonda, ein Professor in George A. Romeros Horrorkomödie Creepshow (1982), der Börsenmakler Lou Mannheim in Oliver Stones Wall Street (1987) neben Michael Douglas, der Seniorpartner der titelgebenden Firma in dem Thriller Die Firma (1993) mit Tom Cruise und ein rassistischer Offizier im Militärdrama Men of Honor (2000) mit Robert De Niro.
Seine Darstellung des Ron Franz, eines älteren Mannes, der sich in dem von Sean Penn inszenierten Film Into the Wild mit der Hauptfigur anfreundet, brachte ihm eine Oscar-Nominierung als Bester Nebendarsteller ein. Gute Kritiken erhielt er auch 2009 für seine Darstellung eines alten Farmers in dem Independentfilm That Evening Sun. Einer seiner letzten größeren Kinofilme war Steven Spielbergs Lincoln (2012), in dem er an der Seite von Daniel Day-Lewis die historische Rolle des Francis Preston Blair verkörperte.
Auch hatte er bereits seit den 1950er-Jahren viele Fernsehrollen übernommen, so in einer der ersten Fernseh-Seifenopern mit dem Titel That Brighter Day. Neben Mark Twain verkörperte er weitere historische Persönlichkeiten wie Abraham Lincoln in den Fernseh-Miniserien Lincoln (1976) und Fackeln im Sturm (1985/1986). Seine fünf Emmy Awards gewann er vor allem für seine anspruchsvollen Charakterrollen in Fernsehfilmen, einen Emmy für seine Hauptrolle als Senator in der kurzlebigen Serie The Bold Ones: The Senator. Weitere Nominierungen erhielt er unter anderem für seine damals bahnbrechende Darstellung eines homosexuellen Familienvaters in Damals im Sommer (1972) und als der Bühnenmanager in einer Adaption von Thornton Wilders Unsere kleine Stadt. Er übernahm Gastauftritte oder wiederkehrende Nebenrollen in bekannten Serien wie The F.B.I., Mann muss nicht sein, Emergency Room – Die Notaufnahme, Die Sopranos, Navy CIS, Grey’s Anatomy und Sons of Anarchy. Eine Serienhauptrolle hatte er zwischen 1990 und 1994 in der Sitcom Daddy schafft uns alle, in der er als Evan Evans den Schwiegervater der von Burt Reynolds gespielten Hauptfigur verkörperte. Insgesamt war Holbrook zwischen 1955 und 2017 in mehr als 130 Film- und Fernsehproduktionen zu sehen.

## Privatleben

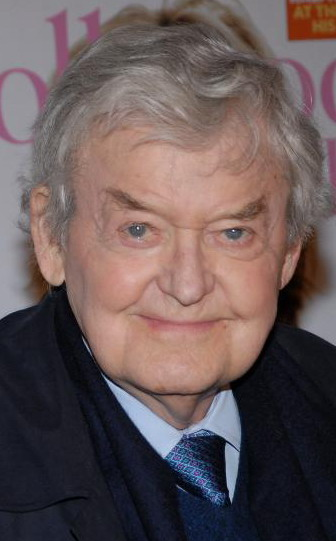
Hal Holbrook (2007)

Holbrook war dreimal verheiratet. Aus seiner ersten Ehe von 1945 bis 1965 mit Ruby Johnson entstammen die Kinder Victoria und David Holbrook. Von 1966 bis 1979 war er mit Carol Eve Rossen verheiratet. Aus dieser Ehe ging die Tochter Eve Holbrook hervor. Von 1984 bis zu ihrem Tod im April 2010 war er mit der Schauspielerin Dixie Carter verheiratet. Holbrook starb im Januar 2021 im Alter von 95 Jahren in seinem Haus in Beverly Hills.

## Auszeichnungen
1971 gewann Holbrook den Golden Apple Award. 2003 wurde ihm die National Humanities Medal verliehen. Für seine Rolle in Into the Wild wurde Holbrook 2008 für einen Oscar als Bester Nebendarsteller und für den Screen Actors Guild Awards 2008 nominiert.
Mit demselben Film belegte Holbrook den zweiten Platz als Bester Nebendarsteller bei den Los Angeles Film Critics Association Awards.
Academy Award
- (2008) Nominiert – Bester Nebendarsteller / Into the Wild[12]

Broadcast Film Critics Association Awards
- (2008) Nominiert – Bester Nebendarsteller / Into the Wild[12]

Chicago Film Critics Association Awards
- (2007) Nominiert – Bester Nebendarsteller / Into the Wild[12]

Online Film Critics Society Awards
- (2008) Nominiert – Bester Nebendarsteller / Into the Wild[12]

Screen Actors Guild Awards
- (2008) Nominiert – Bester Nebendarsteller / Into the Wild[12]

Primetime Emmy Awards
- Outstanding Lead Actor – Miniseries or a Movie
  - (1967) Nominiert – Mark Twain Tonight![12]
  - (1971) Nominiert – A Clear and Present Danger[12]
  - (1973) Nominiert – That Certain Summer[12]
  - (1974) Pueblo[12]
  - (1976) Sandburg’s Lincoln[12]
  - (1978) Nominiert – The Awakening Land[12]
  - (1969) Nominiert – The Whole World is Watching[12]
- Outstanding Lead Actor – Drama or Comedy Special
  - (1978) Nominiert – Our Town[12]
- Outstanding Lead Actor – Drama Series
  - (1971) The Bold Ones: The Senator[12]
- Outstanding Informational Series
  - (1988) Nominiert – Portrait of America (Segment: New York City)[12]
- Outstanding Performance in Informational Programming
  - (1989) Portrait of America (Segment: Alaska)[12]
- Darsteller des Jahres (ehemalige Kategorie)
  - (1974) Pueblo[12]

Tony Award
- (1966) Bester Darsteller / Mark Twain Tonight[12]

## Filmografie (Auswahl)
- 1954–1959: That Brighter Day (Fernsehserie)
- 1966: Die Clique (The Group)
- 1968: Wild in den Straßen (Wild in the Streets)
- 1970: Die große weiße Hoffnung (The Great White Hope)
- 1970–1971: The Bold Ones: The Senator (Fernsehserie, 9 Folgen)
- 1972: Die Spur der schwarzen Bestie (They Only Kill Their Masters)
- 1972: Damals im Sommer (That Certain Summer; Fernsehfilm)
- 1973: Die Möwe Jonathan (Jonathan Livingston Seagull, Stimme)
- 1973: Calahan (Magnum Force)
- 1974: Das Mädchen von Petrovka (The Girl from Petrovka)
- 1974–1976: Lincoln (Fernseh-Miniserie, 6 Folgen)
- 1976: Schlacht um Midway (Midway)
- 1976: Die Unbestechlichen (All the President’s Men)
- 1977: Julia
- 1977: Rituals
- 1978: Unternehmen Capricorn (Capricorn One)
- 1979: Ein ganz natürlicher Mord (Murder by Natural Causes; Fernsehfilm)
- 1979: Natural Enemies
- 1980: The Fog – Nebel des Grauens (John Carpenter’s The Fog)
- 1980: Die Entführung des Präsidenten (The Kidnapping of the President)
- 1982: Creepshow
- 1983: Ein Richter sieht rot (The Star Chamber)
- 1985–1986: Fackeln im Sturm (North and South, Fernseh-Miniserie, sechs Folgen)
- 1986–1990: Mann muss nicht sein (Designing Women, Fernsehserie, neun Folgen; Regie vier Folgen)
- 1987: Wall Street
- 1988: Unholy – Dämonen der Finsternis (The Unholy)
- 1989: Fletch – Der Tausendsassa (Fletch Lives)
- 1989: Die Bombe (Day One, Fernsehfilm)
- 1990: Die Axtmörderin (Killing In A Small Town )
- 1990–1994: Daddy schafft uns alle (Evening Shade, Fernsehserie, 81 Folgen)
- 1993: Die Firma (The Firm)
- 1994: McKenzie und der erpresserische Moderator (A Perry Mason Mystery: The Case of the Lethal Lifestyle, Fernsehfilm)
- 1994: McKenzie und die toten Gouverneure (A Perry Mason Mystery: The Case of the Grimacing Governor, Fernsehfilm)
- 1995: McKenzie und der Tod eines Showstars (A Perry Mason Mystery: The Case of the Jealous Jokester, Fernsehfilm)
- 1995: Brutale Exzesse – Skandal in der Navy (She Stood Alone: The Tailhook Scandal)
- 1996: Acts of Love – In den Fängen der Sinnlichkeit (Carried Away)
- 1997: Operation Delta Force
- 1997: Das Auge Gottes (Eye of God)
- 1997: Hercules (Stimme)
- 1998: Eisige Stille (Hush)
- 1998: Judas Kiss
- 1998: Rusty – Der tapfere Held (Rusty: A Dog’s Tale)
- 1999: The Florentine
- 1999: Der Junggeselle (The Bachelor)
- 2000: Men of Honor
- 2000: Waking the Dead
- 2000: Die Abenteuer von Santa Claus (The Life & Adventures of Santa Claus) Stimme
- 2001: The Majestic
- 2001–2002: The West Wing – Im Zentrum der Macht (The West Wing, Fernsehserie, 2 Folgen)
- 2002: Purpose
- 2003: Shade
- 2006: Die Sopranos (The Sopranos, Fernsehserie, Folge 6x04)
- 2006: Navy CIS (NCIS, Fernsehserie, Folge 4x02)
- 2007: Into the Wild
- 2008: Emergency Room – Die Notaufnahme (ER, Fernsehserie, 2 Folgen)
- 2010–2014: Sons of Anarchy (Fernsehserie, 5 Folgen)
- 2010–2011: The Event (Fernsehserie, 10 Folgen)
- 2011: Wasser für die Elefanten (Water for Elephants)
- 2012: Promised Land
- 2012: Lincoln
- 2013: Rectify (Fernsehserie, Folge 1x03)
- 2013: Savannah
- 2015: Blackway – Auf dem Pfad der Rache (Blackway)
- 2017: Bones – Die Knochenjägerin (Fernsehserie, Folge The Final Chapter: The New Tricks in the Old Dogs)
- 2017: Grey’s Anatomy (Fernsehserie, Folge 13x17)
- 2017: Hawaii Five-0 (Fernsehserie, Folge Knochenarbeit)